# Пенка Михайлова
Пенка Михайлова е българска партизанка, родена на 14 декември 1914 г. в град Тетевен. През 1934 г. се премества в София. Член е на есперантския хор на печатарския хор „Гутенберг“. В началото на Втората световна война става кондуктор по трамваите, но скоро е уволнена като „неблагонадеждна“. Заподозряна е в комунистическа дейност и е изпратена през 1941 г. в концлагера „Св. Никола“. През 1943 г. е освободена.
След като се връща в София, работи като партиен отговорник на сектор в Индустриалния район на Българската работническа партия (БРП). Член е на Районния комитет на БРП. По това време тя поддържа постоянна връзка с партизаните от отряд „Чавдар“ и е тяхна вярна ятачка.
През януари 1944 г. става партизанка в отряд „Чавдар“. По-късно е прехвърлена в отряд „Христо Михайлов“, 12-а въстаническа оперативна зона. В този отряд са нейния брат и по-малката ѝ сестра.
Заловена е в село Соточино (тогавашен Михайловградски окръг). Разкарвана е в Берковица, София и Новоселци (Елин Пелин) и е жестоко инквизирана. Разстреляна е в местността Голо бърдо, Радомирско.
През годините на управление на Българската комунистическа партия, трамвайното депо в кв. Надежда носи нейното име.